# Гапеёнок, Николай Иванович
Николай Иванович Гапеёнок (бел. Мікалай Іванавіч Гапяёнак; 17 апреля 1919 — 21 октября 2008) — военный лётчик, участник Великой Отечественной войны, гвардии полковник. Кандидат военных наук (1959). Участник Парада Победы 24 июня 1945 года на Красной площади в Москве. Герой Советского Союза (1945).

## Биография
Родился в деревне Глинище Городокского уезда Витебской губернии (вошла в состав нынешней деревни Берёзно Городокского района Витебской области).
Окончил аэроклуб в 1938 году. В Красной Армии с 15.10.1939 года.
В 1939 году окончил авиационную школу Гражданского Воздушного Флота в городе Балашов.
В 1940 г. окончил Балашовскую военную авиационную школу.
В действующей армии с 22 июня 1941 года.
Член ВКП(б) с 1943 г.
Войну начал на самолётах СБ в 202-м бомбардировочном авиационном полку.
Ввиду больших потерь в начале войны, особенно в технике, в августе 1941 года вместе с полком переучился на новый самолет Пе-2, на котором прошел всю войну.
Первую награду — орден Красной Звезды, пилот 1-й АЭ 202-го бомбардировочного авиационного полка 263-й бомбардировочной авиационной дивизии 1-го бомбардировочного авиационного корпуса младший лейтенант Н. И. Гапеёнок получил 16 января 1943 года за 8 успешных боевых вылетов на самолёте Пе-2 на Калининском фронте.
К августу 1943 командир звена 1-й АЭ 81-го гвардейского бомбардировочного авиационного полка 1-й гвардейской бомбардировочной авиационной дивизии 1-го бомбардировочного авиационного корпуса гвардии капитан Н. И. Гапеёнок, действуя звеном на Белгородском и Харьковском направлениях уничтожил и повредил до 250 автомашин с войсками и грузами, до 20 железнодорожных вагонов, до 5 паровозов, до 7 платформ с орудиями, до 40 танков, до 5 артиллерийских батарей.
1 апреля 1945 года Заместитель командира эскадрильи 81-го гвардейского бомбардировочного авиационного полка 1-й гвардейской бомбардировочной авиационной дивизии 1-го бомбардировочного авиационного корпуса за нанесённый противнику ущерб в живой силе и технике награждён вторым орденом Красного Знамени.
Капитан Гапеёнок к марту 1945 г. совершил 165 боевых вылетов (из них в 93 случаях производил бомбометание с пикирования) на бомбардировку железнодорожных эшелонов, аэродромов, скоплений живой силы и техники противника.
27 июня 1945 года Указом Президиума Верховного Совета СССР заместителю командира эскадрильи 81-го гвардейского бомбардировочного авиационного полка 1-й гвардейской бомбардировочной авиационной дивизии 1-го бомбардировочного авиационного корпуса за совершённые 165 успешных боевых вылетов, за нанесённый огромный ущерб в живой силе и технике противника, за проявленное геройство в боях, гвардии капитану Н. И. Гапеёнку присвоено звание Героя Советского Союза.
После войны Н. И. Гапеёнок продолжил военную службу на командных должностях и преподавательской работе. В 1951 году окончил Военно-воздушную академию и в 1952—1976 гг. на преподавательской работе в ней — доцент кафедры истребительно-бомбардировочной и бомбардировочной авиации. В 1959 году защитил диссертацию на соискание степени кандидат военных наук. С 1979 года полковник Н. И. Гапеёнок — в запасе.
Жил в посёлке Монино Щёлковского района Московской области. Умер 21 октября 2008 года. Похоронен на Монинском мемориальном кладбище.

## Награды и звания

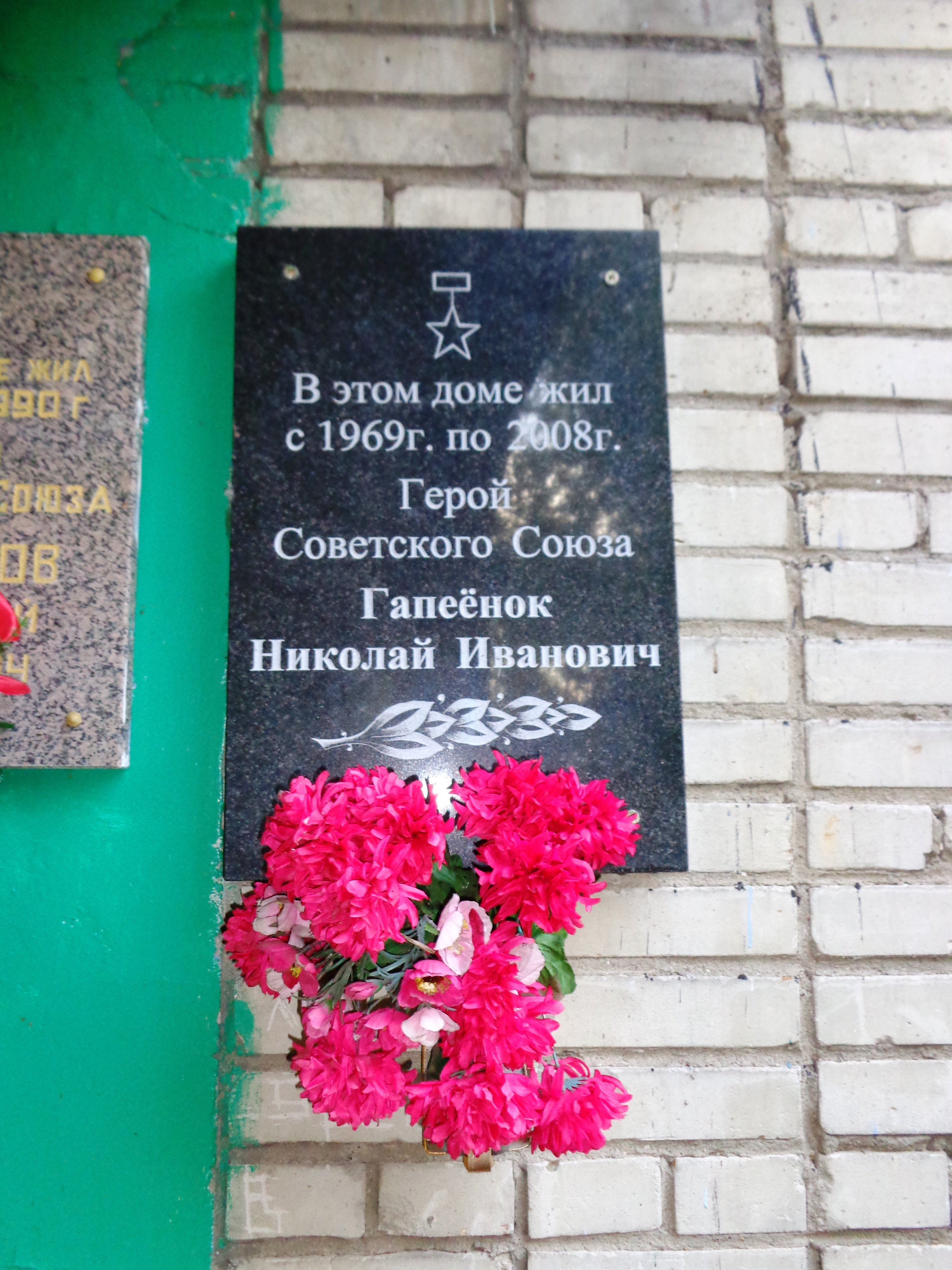
Мемориальная доска на доме, где проживал Герой Советского Союза Н. И. Гапеёнок

- Медаль «Золотая Звезда» (27.06.1945)[1].
- Орден Ленина (27.06.1945)[1].
- Орден Красного Знамени (25.08.1943)[2].
- Орден Красного Знамени (01.04.1945)[3].
- Орден Отечественной войны I степени (08.01.1944)[5].
- Орден Отечественной войны I степени (06.04.1985)[6].
- Орден Красной Звезды (16.01.1943).
- Орден Красной Звезды.
- Орден За службу Родине в Вооружённых Силах СССР III степени.
- Медали, в том числе:
  - Медаль «За боевые заслуги».
  - Медаль «В ознаменование 100-летия со дня рождения Владимира Ильича Ленина».
  - Медаль «За оборону Ленинграда».
  - Медаль «За победу над Германией в Великой Отечественной войне 1941—1945 гг.».
  - Медаль «За взятие Берлина».
  - Медаль «За освобождение Праги».
  - Медаль «Ветеран Вооружённых Сил СССР».
  - Медаль «За безупречную службу» I степени.

## Память
- В посёлке Монино на доме, где жил Герой, по улице Маслова, дом 5 установлена мемориальная доска.
- Имя Н. И. Гапеёнка на Аллее Героев Советского Союза — уроженцев Городокского района (2020), ул. Баграмяна в Городке (Витебская область). На стеле нанесен QR-код, позволяющий узнать информацию, посмотреть архивные фотографии и документы Героя.